# تحدي تشارلي تشارلي

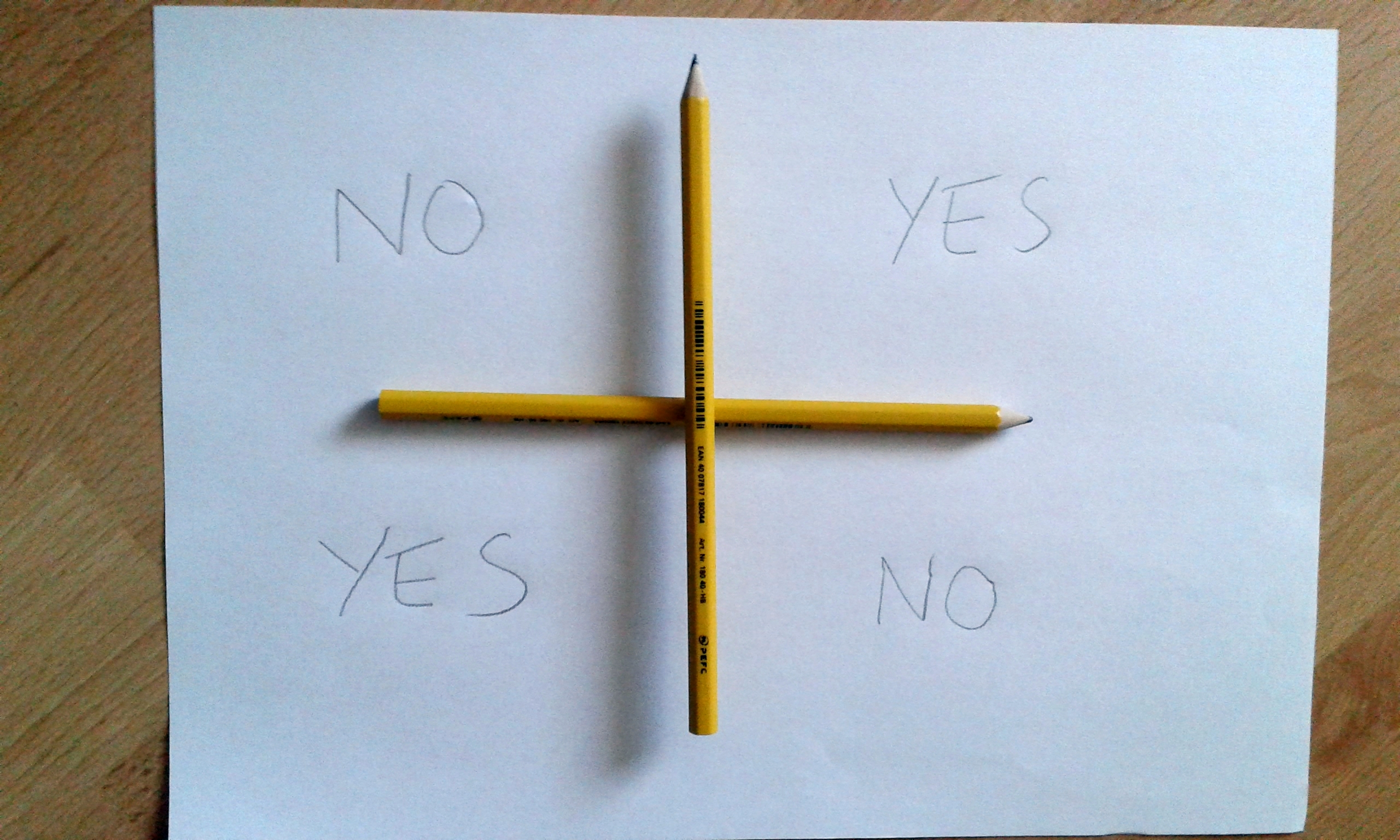
الترتيب الأساسي للأقلام: تتم موازنة القلم العلوي بحيث يمكن تحريكه بنفخة هواء بسيطة

تشارلي تشارلي التحدي أو لعبة الأقلام وتعرف أيضاً باسم لعبة شارلي شارلي هي لعبة شعبية انتشرت من خلال مجموعة فيديوهات على شبكة الإنترنت في عام 2015. وربما قد تكون نشأت في البلدان الناطقة باللغة الإسبانية.
ساهم في انتشار اللعبة استهدافها لأطفال المدارس لقضاء وقت ممتع للأطفال مع اللوازم المدرسية وبالتحديد الورقة وأقلام الرصاص لدعوة شخصية أسطورية مزعومة ميتة تدعى «تشارلي» ثم تصوير حركة قلم الرصاص مع الركض والصراخ.
شهدت اللعبة شهرة واسعة بسنة 2015 وبدأ الشباب والأطفال بلعبها حول العالم لما تحتويه من فكاهة وغموض.

## طريقة اللعب
ترسم شبكة من أربعة مربعات على قطعة من الورق مع «نعم» و «لا»، وتتم موازنة قلم رصاص فوق آخر على شكل صليب، وثم يطلب لاعب شيئاً على غرار «تشارلي، تشارلي أنت هنا؟» أو«تشارلي، تشارلي يمكننا أن نلعب؟». يتحرك القلم الأعلى بسبب الهواء، الذي عادة ما ينفخه اللاعب دون أن يعي الآخرين لذلك. وحين يتحرك القلم عادة ما يتفاجئ اللاعب الآخر بظنه أن شيئاً خارق للطبيعة قد حدث، أي أن «تشارلي» قد أجاب.

### من هو تشارلي تشارلي
انتشرت الأساطير الحضرية، أي الأساطير الشائعة حديثاً التي تقول بأن التحدي قد تم على «التقاليد المكسيكية القديمة»، التي تقضي أن على اللاعب أن يستدعي زيارة من شيطان تشارلي أو روح الميت تشارلي.

## إنتقادات اللعبة

### الأديان
انتُقدت تشارلي تشارلي بشدة من معظم الأديان ومنهم الإسلام والمسيحية، وخصوصاً أن اللعبة تقوم على قراءة معوذات بصوت عالي لاستدعاء الشياطين أولاً، ثم تتبعها بسؤال عن معلومات غيبية بهدف كشف معلومات لا ينبغي أن تكون إلا في علم الله. ثانياً، غير ما يشوب اللعبة من التضليل على الناس والكذب والافتراء فضلاً عن ترويع الأطفال بأرواح الأموات أو الجان، وتسلك بذلك مسلك لعبة ويجا 

### العقلانيون
تستهدف اللعبة غريزة الخوف من المجهول عند الأطفال، واستخدمت وسائل الإعلام شهرة اللعبة لجلب الجمهور لما تذيعه من نقاشات وجدليات عنها.

## أصول اللعبة
أصول لعبة تشارلي تشارلي غير واضحة. على الرغم من أنها تم ربطها إلى فيديو رفع على موقع يوتيوب في عام 2008 بعنوان (Jugando Charly Charlie) ولكن الانتشار الفعلي للعبة كان في عام 2015  بدأت تلك الشعبية في جمهورية الدومينيكان، واتجهت في وقت لاحق على تويتر عبر الوسم #charliecharliechallenge لتنتشر حول العالم وتصل للعالم العربي.

## كشف اللعبة
ترتيب الأقلام التي تتطلبه اللعبة يعني أنها سوف تتحرك دائما سواء قرأت التعويذات التي تستدعى تشارلي أو لا، لأنها في ذلك الوضع هي تقف في وضع غير طبيعي بالنسبة لما يجب أن تكون فيه.
لا أحد فعلا يلمس أقلام الرصاص. لكنك على الأرجح ترى فعلياً أنه يتم دفعها وذلك الدفع ناتج على أن أقلام الرصاص يجب أن تكون متوازنة فوق بعضها البعض لتوفير المحور الفعال الذي يؤثر على القلم العلوي ليجعل إمكانية تحركه بسهولة نظرا للتغيرات بيئية طفيفة جدا حتى أن أدنى حركة من التنفس أو سطح مائل قليلا ستدفعها للحركة.